# Estadio Municipal de Nova Russas
El Estadio Municipal José dos Santos Neto, también conocido como Mourãozão es un estadio de fútbol ubicado en la ciudad de Nova Russas, en el estado de Ceará, pertenece a la alcaldía de Nova Russas y tiene capacidad para 2.500 personas.